# Anxious Disease
Anxious Disease é o primeiro e único álbum da banda norte-americana de hard rock The Outpatience, lançado em 1996 no Japão. O álbum contém participações de convidados notáveis como Steve Stevens e os membros do Guns N' Roses Izzy Stradlin, Axl Rose, Slash e Duff McKagan.

## O álbum
O álbum foi lançado no Japão em 1996 e o grupo estava tentando conseguir uma gravadora para lançar o álbum no Estados Unidos quando seis meses depois após o lançamento do álbum, em 30 de maio de 1996, Arkeen foi encontrado morto em seu apartamento em Los Angeles.
O álbum foi produzido por Noel Golden e West Arkeen e mixado por Duane Baron e Luis Quine.
Em 2004, Anxious Disease foi relançado como álbum póstumo do grupo nos EUA e na Europa.

## Lista de faixas
Todas as faixas escritas e compostas por West Arkeen, exceto onde anotado. 
| N.º            | Título                                             | Música                   | Duração |  |
| 1.             | "Inbred"                                           |                          | 3:03    |  |
| 2.             | "Wound Up in a Vega" (part. Izzy Stradlin)         | Arkeen, Stradlin         | 4:21    |  |
| 3.             | "Dragon In The Flames" (part. Abraham Laboriel)    | Arkeen, Del James        | 4:29    |  |
| 4.             | "Cold Duck"                                        | Arkeen, James            | 5:02    |  |
| 5.             | "Heart Again"                                      | Arkeen, Gregg Buchwalter | 3:50    |  |
| 6.             | "Anxious Disease" (part. Axl Rose e Slash)         |                          | 5:33    |  |
| 7.             | "Walk on By"                                       |                          | 4:38    |  |
| 8.             | "Smokin' Dope & Sippin' Tea" (part. Steve Stevens) |                          | 4:23    |  |
| 9.             | "L-O-V-E"                                          | Arkeen, James Estrella   | 3:22    |  |
| 10.            | "Black Eye"                                        | Arkeen, Adam White       | 3:42    |  |
| 11.            | "All The World Is Asleep"                          | Arkeen, White            | 3:21    |  |
| 12.            | "Purchase My Freedom" (part. Duff McKagan)         |                          | 2:03    |  |
| 13.            | "I.F.H"                                            |                          | 3:12    |  |
| Duração total: | Duração total:                                     | Duração total:           | 49:47   |  |

## Créditos
- Mike Shotton - vocal, percussão
- West Arkeen - guitarra solo & rítmica, backing vocal
- Joey Hunting - guitarra rítmica
- James Hunting - baixo, backing vocal
- Abe Laboriel Jr. - bateria
- Gregg Buchwalter - teclados